# Cantril
Cantril è un comune degli Stati Uniti d'America, situato nello Stato dell'Iowa, nella contea di Van Buren.